# Western Desert Force
De Western Desert Force was een Brits-Gemenebest legereenheid die tijdens de Tweede Wereldoorlog was gestationeerd in Egypte.

## Geschiedenis
Op 17 juni 1940 werd het hoofdkwartier van de 6e Infanteriedivisie herdoopt in de Western Desert Force. De eenheid bestond uit de 7e Pantserdivisie en de Indische 4e Infanteriedivisie. De commandant van de eenheid was generaal-majoor Richard O'Connor. In september 1940 tijdens de Italiaanse invasie van Egypte bestond de eenheid uit ongeveer 36.000 manschappen en ongeveer 65 tanks. Van vroeg december 1940 tot februari 1941 vocht de Western Desert Force mee tijdens Operatie Compass. Vanaf 14 december 1941 verving de Australische 6e Divisie de Indische 4e Infanteriedivisie die naar Oost-Afrika werd gezonden.
De Western Desert Force werd op 1 januari 1941 hernoemd in het 13e Legerkorps. Tegen februari 1941 toen de Italianen zich via de Via Balbia terugtrokken met de 7e Pantserdivisie en de Australische 6e Divisie achter hen aan. Toen Operatie Compass ten einde kwam met de overgave van het Italiaanse Tiende Leger werd het Corps hoofdkwartier in februari ontbonden en zijn verantwoordelijkheden werden overgenomen door HQ Cyrenaica.
Nadat de Italiaanse troepen in Noord-Afrika werden aangevuld met het Afrika Korps van Erwin Rommel tijdens Operatie Sonnenblume werd luitenant-generaal Philip Neame, de General Officer Commanding Cyrenaica tijdens de opmars van Rommel gevangengenomen. Het hoofdkwartier van de Western Desert Force werd op 14 april 1941 nieuw leven ingeblazen onder bevel van generaal-majoor Noel Beresford-Peirse die het bevel kreeg om de opmars van de asmogendheden bij de Egyptisch-Libische grens te stoppen.
In augustus 1941 werd Archibald Wavell vervangen als opperbevelhebber van het Midden-Oosten door Claude Auchinleck en de Britse en Gemenebest troepen werden gehergroepeerd en vormden in september 1941 het Britse Achtste Leger. Tijdens de reorganisatie van de Western Desert Force werd het in oktober 1941 hernoemd in het 13e Legerkorps en het werd een deel van het nieuwe leger.